# Марамоновка
Марамоновка (рум. Maramonovca) — село в Дрокиевском районе Молдавии. Относится к сёлам, не образующим коммуну.

## История
Сведения о дате первого документального упоминания села Мармоновка противоречивы. Существуют данные о трех разных упоминаниях этой местности с разными названиями в 1600, в 1601 и в 1615 годах. При этом отдельно взятый источник называет отдельно взятое упоминание самым первым. Из более менее задокументированных сведений является тот факт, что после аннексии Бессарабии Российской империей 1812 году многие украинские поселения появились в Поднестровье, среди которых была и Марамоновка.
После 1853 года близ села была основана одна из 19 еврейских земледельческих колоний в Бессарабской области с названием Новая Марамоновка. Судьба этой колонии не известна. Однако доподлинно известно, что в 1871 году в Марамоновке начали строить православную церковь, что говорит о превалировании православного населения в этническом составе села спустя, максимум, 18 лет после создания еврейской колонии поблизости. Тем не менее советский писатель Александр Рекемчук в биографическом романе "Мамонты" отмечает, что жители села "брали имена для своих детей строго из текстов Ветхого Завета". Так, дедушку писателя звали Тимофеем, а отца в 1896 году назвали Евсеем. Этот факт говорит о том, что евреи продолжали жить в данной местности.
Имеются незадокументированные сведения о расстреле евреев на окраине села во время Второй мировой войны. Также в местном музее есть записи интервью, в которых местные жители рассказывают, что они помнят о евреях.
Очередная волна переселения украинцев произошла в 1920-х годах, когда украинцы убегали от советской власти в соседнее Румынское королевство, в составе которого на тот момент находилась современная Молдова.

## География
Село расположено на высоте 176 метров над уровнем моря. Марамоновка расположена в 32 км от города Дрокия, в 25 км от города Дондушень и 201 км от Кишинева.

## Население
По данным переписи населения 2004 года, в селе Марамоновка проживает 2666 человек (1195 мужчин, 1471 женщина).
Этнический состав села:
| Национальность | Число жителей | Процентный состав |
| -------------- | ------------- | ----------------- |
| украинцы       | 2354          | 88.3              |
| молдаване      | 192           | 7.2               |
| русские        | 59            | 2.21              |
| цыгане         | 48            | 1.8               |
| гагаузы        | 8             | 0.3               |
| прочие         | 5             | 0.19              |
| Всего          | 2666          | 100 %             |

## Экономика
- Рыбное хозяйство — филиал ГП «Аквакультура-Молдова»
- Озера, арендованные частниками
- Лесное хозяйство
- Поля и склады арендованные "Cubvas-Agro" ООО
- Аптека компании "Farm-Vivat" SRL
- Приемочные пункты молока нескольких заводов
- Магазины и бары
- Парикмахерская
- Десятки пасек и мастерская по переработке продуктов пчеловодства
- Швейная ателье  [7]

Имеются государственная и частная маслобойки, несколько продовольственных магазинов и баров, хозяйственный магазин. Три государственных озера, расположенных на реке Куболта.
После 1998 в результате Молдавской земельной реформы по проекту под названием "Земля" местный колхоз (как и 200 других колхозов в стране) был ликвидирован. Крестьяне стали собственниками земли и инвентаря и получили право свободного выбора форм хозяйствования. Жители села получили индивидуальные земельные паи в среднем по 1,5-2.0 гектара. В отличие от других сел, где хозяйства изменили форму собственности и стали кооперативами, в селе Марамоновка бывший колхоз не сменил форму юридической собственности, а попросту распался. Земля была добровольно-принудительно роздана так называемым частным фермерским хозяйствам. Часть крестьян сразу сдали свою землю крупным арендаторам, таким как "Cubvas-Agro" ООО и другие. Часть крестьян образовали неформальные объединения с так называемыми "лидерами", где каждый отвечал сам за себя, но предполагалась очередь на использование доставшейся на долю объединения техники. Однако, вскоре все больше и больше собственников предпочли сдавать свои квоты в аренду крупному арендатору. Некоторые фермеры до сих пор продолжают сами обрабатывать свою землю. Многие жители села ездят на заработки.
В селе действует неправительственная организация AO Viitorul din Maramonovca. В 2005 усилиями этой организации была отремонтирована школа, установлена система отопления. В 2014 году установлена система отопления в детском саду, а в 2016 произведен ремонт. В 2018 году усилиями этой организации был создан Сельский образовательный центр с бюджетом 45 000 евро. Были профинансированы открытие автосервиса, швейное ателье, ателье по ремонту компьютеров, приобретены машины для продажи молока, профинансировано производство восковых листов. В 2019 — покупка оборудования для охлаждения молока, обустройство туристической остановки, постройка двух теплиц, обустройство помещения для выращивания грибов, финансирование одной пасеки, обеспечение обувью танцевального ансамбля "Грация", обустройство детской площадки.

## Культура
В селе отмечают православные праздники. Неизменным атрибутом зимних свят являются колядки, посивалки и маланки из украинского фольклора. В школе празднуют масленницу. О праздновании Ивана Купала не известно.
В Марамоновке есть церковь Церковь Троицы Живоначальной . Храм села празднуется в день Троицы.
В селе существует пасхальная (предположительно языческая) традиция, когда молодежь собирается группами за селом и жжет огномные костры (из шин от грузовых автомобилей).
В 2010 году в селе возобновлена работа музея истории Великой Отечественной войны.
При доме культуры есть образцовый фольклорный коллектив  "Чарiвницi".
Дом культуры был открыт в 1955 году. В советское время марамоновский Дом Культуры служил кинотеатром, сценой для представлений, библиотекой, танцплощадкой, и т. п. В настоящее время ДК находится в полузаброшенном состоянии. Капитального ремонта не проводилось уже несколько десятков лет. . В 2014 году был частично сделан ремонт, поменяны входные двери, частичный ремонт крыши.В 2020 была отремонтирована сцена . Также в здание ДК была перенесена сельская библиотека, богатая художественной и детской литературой. В 2016 году библиотека была оснащена компьютерами и интернетом.

## Псевдогерб села
Раннее на этой странице Википедии и на многих геральдических сайтах до сих пор фигурирует так называемый герб села Марамоновка. Однако, он не является историческим, нарушает геральдические правила и был создан в спешке в 2015 году. Он не зарегистрирован в Государственном гербовнике РМ. В 2020 году был создан прототип нового герба села Марамоновка, который отвечает правилам геральдики. Но он также нигде не зарегистрирован и не нарисован как положено в стиле художников средневековья.

## Образование
В центре села, рядом с домом культуры, располагается Марамоновская гимназия. До 2008 года школа выпускала 11 классов, но в 2009 году было принято решение о сокращении из-за нехватки учеников. На данный момент максимальный класс в гимназии — 9-й.

## Выдающиеся личности
- Келарь, Степан Филиппович — украинский поэт и переводчик
- Твердохлеб Юрий Семенович — заслуженный экономист Российской Федерации
- Евсей Тимофеевич Рекемчук —  международный шпион, редактор румынской газеты, упоминается в биографическом романе "Мамонты" Александра Рекемчука[18]
- Александр Гладыш - международный бизнесмен

## Достопримечательности
С подачи известного молдавского видеоблогера Вовы Карманова выяснилось, что в селе Марамоновка находится первая в Молдове гидроэлектростанция. Хотя считается, что первой была ГЭС в Казанештах 1954 года постройки, в селе Марамоновка находится здание совсем небольшой ГЭС с датой 1950. Правда, надписи ГЭС сейчас там особо и не видно.